# Zlatý holky (film)
Zlatý holky (v originále Tout ce qui brille, tj. Všechno, co se třpytí) je francouzský hraný film z roku 2010, který režírovali Géraldine Nakache a Hervé Mimran podle vlastního scénáře. Film popisuje osudy dvou kamarádek, které bydlí na pařížském předměstí a snaží se dostat do vyšší společnosti. Snímek v ČR vyšel na DVD v roce 2011. Film byl natáčen v Paříži, La Défense a Puteaux.

## Děj
Elly pracuje jako prodavačka sendvičů, Lila prodává v kině popcorn a obě bydlí na panelovém sídlišti na předměstí Neuilly-sur-Seine. Jednou se jim podaří dostat se v Paříži na VIP večírek, kde se vydávají za příslušnice zlaté mládeže. Lila se zamiluje do bohatého, ale ženatého muže Maxxe. Nějakou dobu se jim daří předstírat, že jsou bohaté, ale posléze vyjde vše najevo. Lila se chce do společnosti za každou cenu opět vrátit, avšak Elly chce žít běžný život, takže se pohádají a rozejdou se. Lila získá práci v obchodě s luxusní módou. Posléze se opět usmíří.

## Obsazení
| Géraldine Nakache | Ely                  |
| Leïla Bekhti      | Lila                 |
| Virginie Ledoyen  | Agathe               |
| Linh-Dan Pham     | Joan                 |
| Audrey Lamy       | Carole               |
| Simon Buret       | Maxx                 |
| Manu Payet        | Eric, snoubenec Lily |
| Daniel Cohen      | otec Ely             |
| Nanou Garcia      | matka Ely            |
| Fejria Deliba     | matka Lily           |
| Lucie Bourdeu     | Annah                |
| Nader Boussandel  | Slim                 |
| Maria Ducceshi    | Jil                  |

## Ocenění
- Mezinárodní festival komediálních filmů v Alpe d'Huez: speciální cena poroty a cena publika Europe 13
- César v kategorii nejslibnější herečka (Leïla Bekhti)
- Étoile d'Or: Nejlepší režijní debut (Géraldine Nakache a Hervé Mimran) a ženský objev (Leïla Bekhti)

Film byl dále nominován na ceny César v kategoriích nejlepší filmový debut (Géraldine Nakache a Hervé Mimran) a nejslibnější herečka (Audrey Lamy).